# Венера Боргезе
Венера Боргезе — римская мраморная статуя Венеры, восходит к древнегреческому оригиналу Афродиты Книдской (350—330 гг. до н. э.), произведению скульптора Праксителя. Как и Венера Капитолийская относится к типу «Венеры целомудренной (лат. Venus Pudica).

## История и описание
Работа неизвестного автора датируется II веком нашей эры. Находилась в коллекции семьи Боргезе. В 1861 году приобретена Наполеоном III и в 1863 году была помещена в Лувр. Её инвентарный номер MR 369 (Ma 335). Три другие статуи Венеры были приобретены из коллекции Боргезе для Лувра в то же время: «Афродита у колонны» («Aphrodite au pilier»), «Вооруженная Венера» («Vénus en armes») и «Афродита Книдская».
Скульптура Венеры высотой 1,8 метра выполнена из мрамора. Находящиеся слева от полностью обнажённой богини Купидон и дельфин являются классическими атрибутами Венеры, но, вероятно, являются дополнением скульптора-копииста неоаттической школы
Подобная скульптура имеется в Музее Антальи, где у Амура отломаны обе руки и левая нога. В Британском музее находится рисунок неизвестного автора второй половины XVII века, изобразившего эту скульптуру (инв. номер 2010,5006.1875).